# ویلدومار (کالیفرنیا)
ویلدومار (به انگلیسی: Wildomar) شهری در شهرستان ریورساید، کالیفرنیا ایالت کالیفرنیا است که در سرشماری سال ۲۰۱۰ میلادی، ۳۲۱۷۶ نفر جمعیت داشته است.